# Naturschutzgebiet Lechenstück
Das Naturschutzgebiet Lechenstück ist ein 1,5 ha großes Naturschutzgebiet (NSG) westlich des Ortsteiles Grimminghausen der Stadt Plettenberg im Märkischen Kreis in Nordrhein-Westfalen. Das NSG wurde 1985 vom Kreistag des Märkischen Kreises mit dem Landschaftsplan Nr. 1 (Plettenberg-Herscheid-Neuenrade) ausgewiesen. Der Name war Naturschutzgebiet Schluchtwald „Lechenstück“ westlich des Ortsteiles Grimminghausen, Stadt Plettenberg. Mit der 2. Änderung des Landschaftsplanes Nr. 1 (Plettenberg-Herscheid-Neuenrade) wurde das NSG 2012 erneut ausgewiesen und in Naturschutzgebiet Lechenstück umbenannt. Ungefähr 200 m weiter östlich des Naturschutzgebiets Lechenstück liegt das Naturschutzgebiet Vosloh.

## Gebietsbeschreibung
Bei dem NSG handelt es sich um einen Wald mit Schluchtwald-Tendenz auf einer Kalklinse mit historischem Kalksteinbruch an einem Hang. Im Wald finden sich Bereiche mit Rotbuchen, welche teilweise Jungwuchs von Berg-Ulme aufweisen und Bereiche mit Ahorn-Eschen-Mischwald. Es gibt einen kleinen Felskomplex aus mitteldevonischem Kalkgestein innerhalb eines vorzugsweise von Edellaubhölzern bestockten Hanges. Im Felskomplex befindet sich der Kalkfelsen Lechenstück mit einer fast 15 m hohen und annähernd senkrechten Wand nach Norden. Es befinden sich auch offene natürliche Block-, Schutt- und Geröllhalden im Felsbereich. Am Fels wachsen felstypische Farne. Am Fuße des Felsens ist eine brennnesselreiche Hochstaudenflur ausgebildet. Umgeben wird der Felsbiotop von einem Ahorn-Eschen-Mischwald, durchsetzt von Altbäumen und von mit Moosen überzogenen Kleinfelsen. Im Umfeld des Felskomplexes wachsen vereinzelt kalkliebende Pflanzen, vergleichsweise seltene Arten im ansonsten durch Silikatgestein geprägten Sauerland. Im NSG findet sich die im Sauerland seltene Einbeere.

## Schutzzweck
Das Naturschutzgebiet wurde zur Erhaltung und Entwicklung eines Laub-Mischwaldes auf einer Kalklinse mit historischem Kalksteinbruch und als Lebensraum seltener und gefährdeter Tier und Pflanzenarten ausgewiesen. Wie bei anderen Naturschutzgebieten in Deutschland wurde in der Schutzausweisung darauf hingewiesen, dass das Gebiet „wegen der landschaftlichen Schönheit und Einzigartigkeit“ zum Naturschutzgebiet wurde.
Unter Besondere Verbote wurde im Landschaftsplan aufgeführt „die bodenständigen Waldbereiche (Laub-Mischwald) forstlich zu nutzen“.